# Serie 450 de Renfe

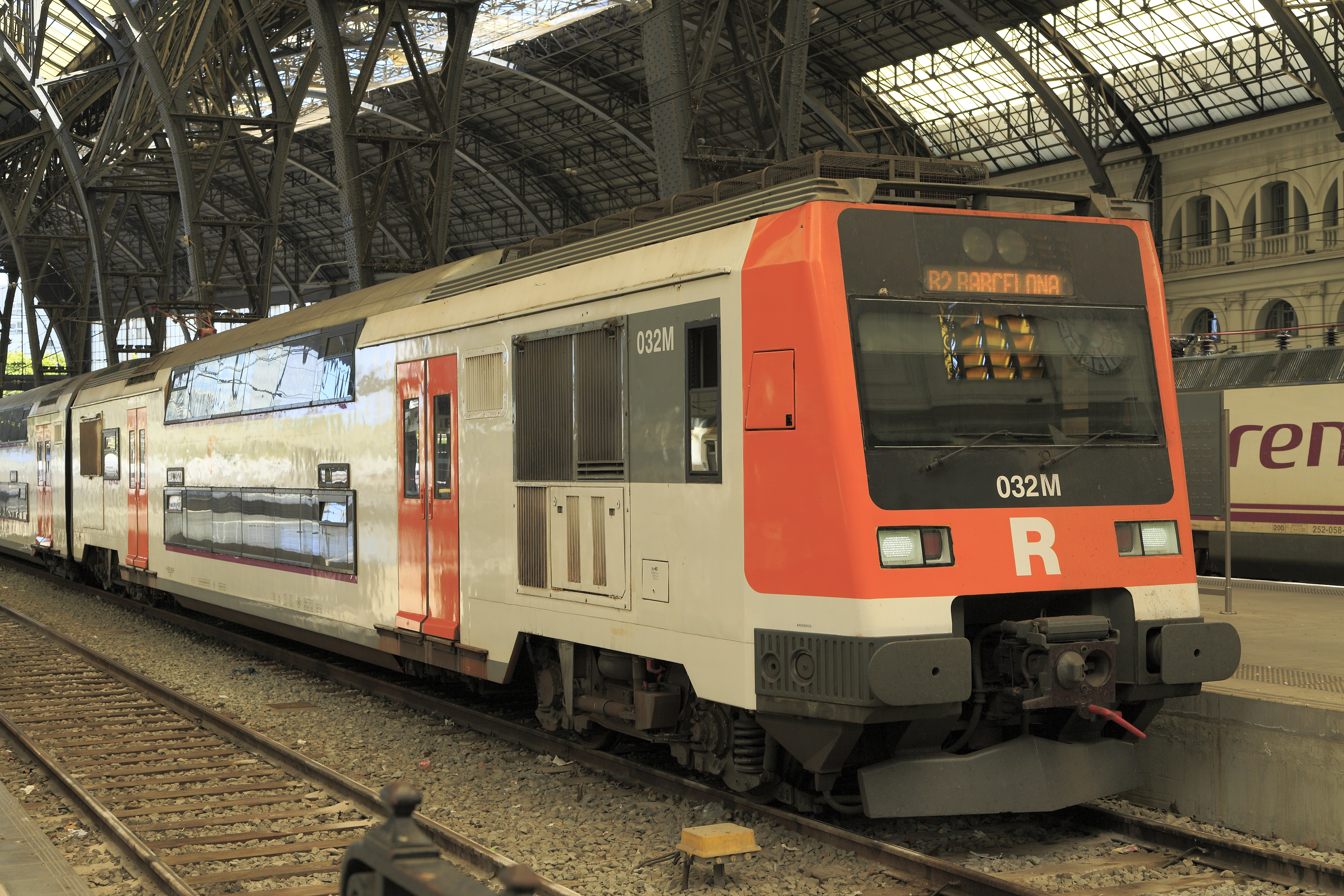
Unidad serie 450 de Rodalies de Catalunya en Barcelona-Estación de Francia.

Las series 450 y 451 de Renfe es un conjunto de 60 coches de dos pisos adquiridos en marzo de 1988 a GEC-Alsthom con el objetivo de emplearlos en líneas para el transporte masivo de viajeros en líneas con distancias cortas y medias entre estaciones.
El 9 de julio de 1990 comenzó la explotación de estos 60 coches (48 remolques intermedios y 12 remolques con cabina) con los que se formaron 12 composiciones, cuya tracción aseguraban 15 locomotoras eléctricas de la serie 269-200 que fueron decoradas con los colores de Cercanías (rojo y blanco). Cada composición estaba constituida por cuatro coches remolque, un remolque con cabina y una locomotora, formando una composición Rc+R+R+R+R+Loc (Tren push-pull).

## Historia
En junio de 1991, ante los buenos resultados obtenidos por estas unidades y los problemas de falta de fiabilidad y prestaciones de las series 269-200, Renfe decidió adquirir 30 automotrices de dos pisos que sustituyeran a las locomotoras. En el mismo año también se firmó la compra de 15 unidades completas de la serie 450.
Este nuevo material, junto con el adquirido en 1988, permitió en 1994 configurar el parque definitivo:
- 24 trenes de la serie 450, formados por dos cabezas motrices y cuatro remolques intermedios.
- 12 trenes de la serie 451, (composiciones cortas) constituidos por una motriz, un remolque y un remolque con cabina.

La serie 450 circula en las redes de cercanías de Madrid y Barcelona mientras que la 451 lo hace solo por la de la Ciudad Condal (líneas R2Sud y R2).
Debido a los atentados del 11 de marzo de 2004, que tuvieron lugar en Madrid, 2 coches quedaron destrozados y tuvieron que ser dados de baja, por ello dos UT-450 cuentan sólo con cinco coches.
En explotación comercial pueden acoplarse 2 composiciones de la misma o distinta serie y circular en mando múltiple.
En marzo de 2021, se adjudicaron 211 nuevos trenes de Stadler y Alstom para sustituir los trenes de las series 450, 451 y 446 a partir de 2025. 
En dicho periodo, es probable que las unidades de Renfe 450/451 sean retiradas o asignadas para realizar servicios de Media Distancia. [actualizar]
A la fecha de noviembre de 2021, la unidad de 450-007 de Rama 4 ha sido de baja y apartada en La Sagra.

## Distribución interior
Los coches de dos pisos aprovechan al máximo el gálibo Renfe, de esta manera se logran dos recintos superpuestos de 1.905 mm de altura que cuentan con cinco asientos por fila (2+3) con un pasillo intermedio.
Los coches motores están dotados de cabina de conducción en donde se encuentran el pupitre de conducción, el panel superior de aparatos y en su parte posterior los armarios de baja tensión, tren-tierra y electrónica del sistema ASFA. Cuentan además con dos departamentos de viajeros (superior e inferior) a los que se tiene acceso desde las plataformas mediante sendas escaleras y en el extremo posterior una zona para viajeros y otra para aparellaje eléctrico.
En los coches remolques se encuentran los dos departamentos para viajeros situados entre las plataformas de acceso y dos recintos extremos donde se ubican un armario de baja tensión y el convertidor estático auxiliar y en el otro el aseo y un portaequipajes. 

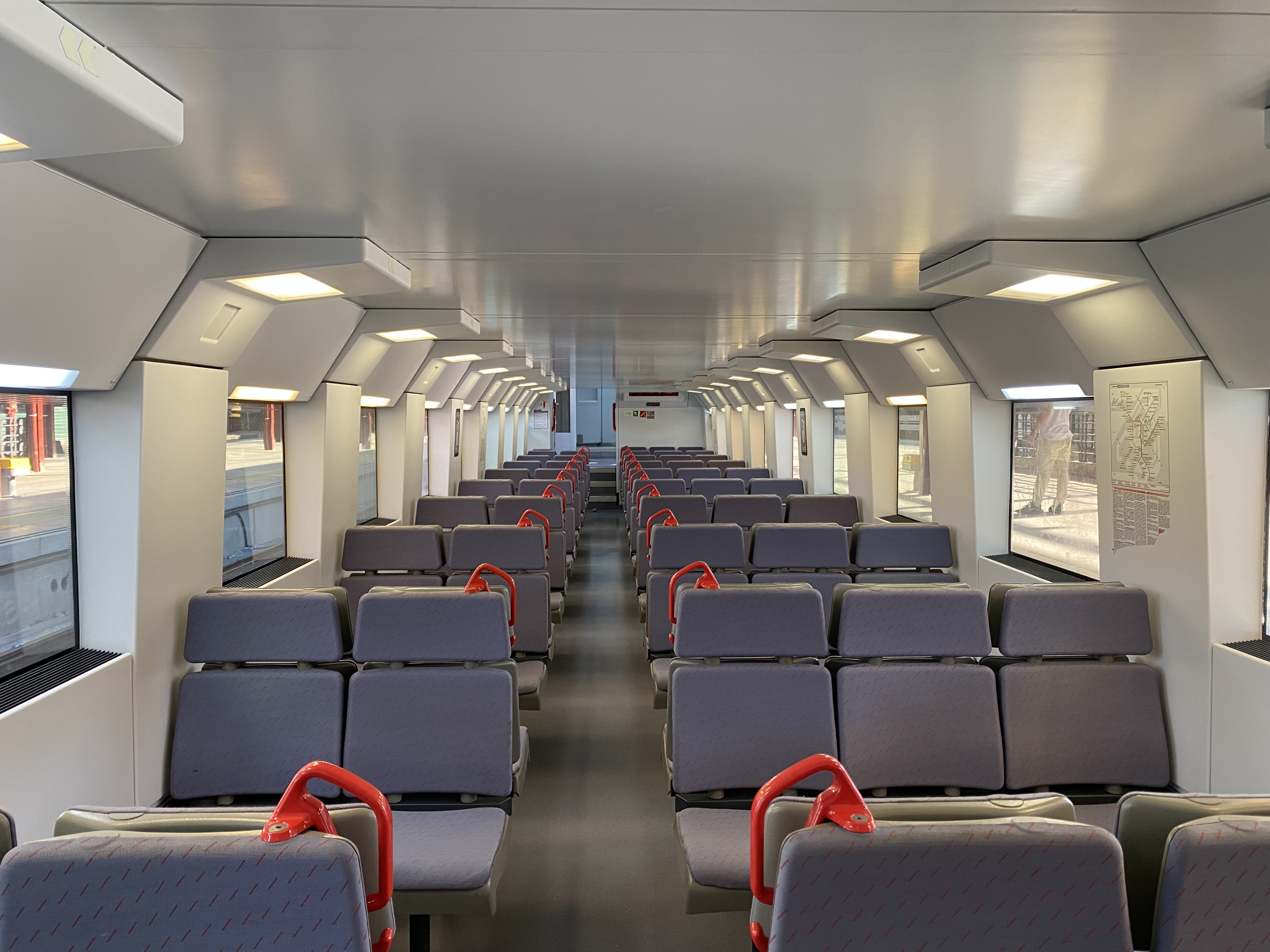
Interior (piso inferior) de un tren de la Serie 450.

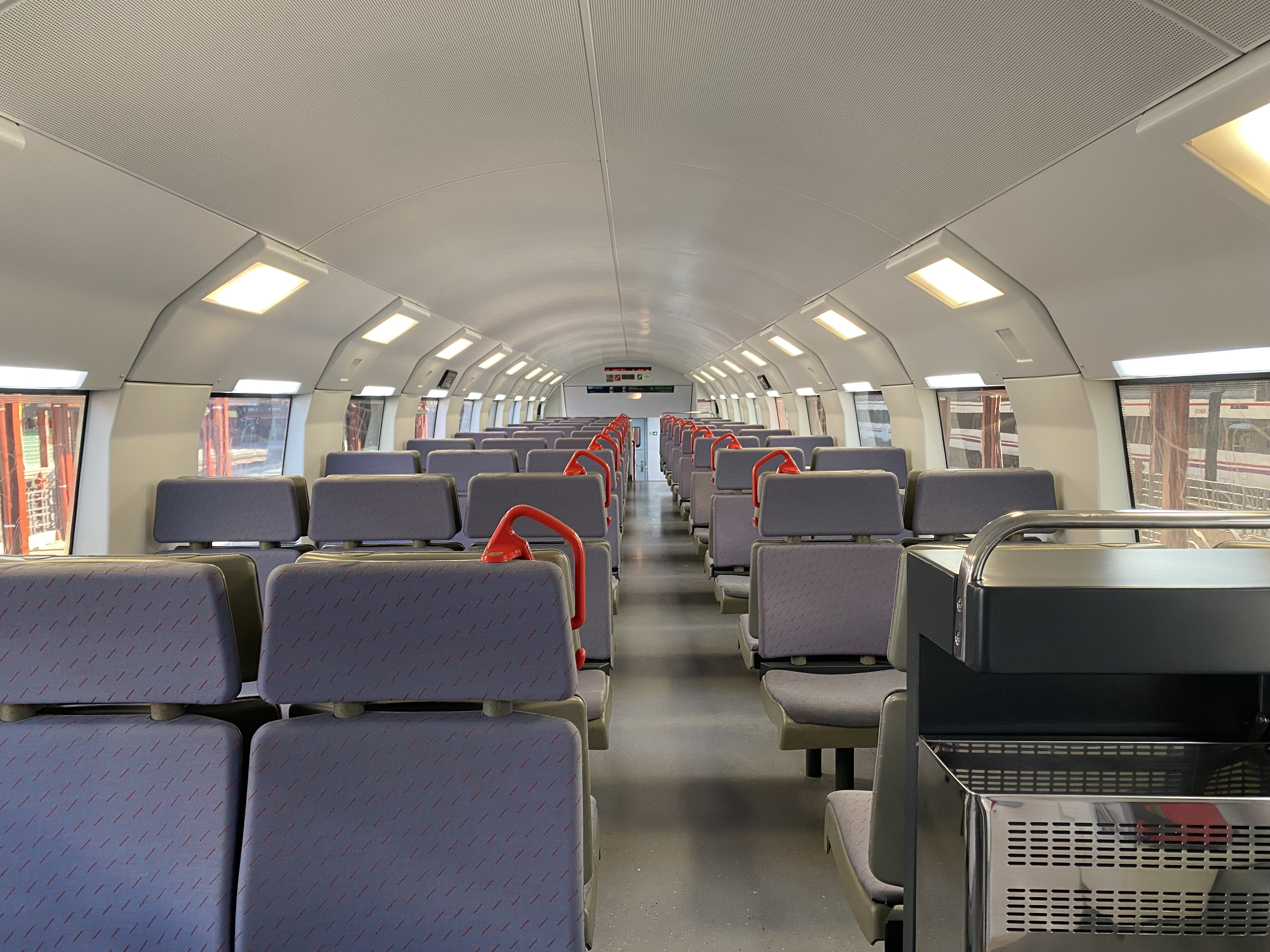
Interior (piso superior) de un tren de la Serie 450.

Con respecto a los trenes convencionales, las unidades de dos pisos superan en un 90% las plazas sentadas y en un 30% las plazas totales. De las 128 plazas sentadas del coche motor 52 se encuentran en el piso superior y 76 en el inferior. En el coche remolque 92 están en el superior y 96 en el inferior. Los asientos son fijos, de plástico y resistentes al vandalismo. Las dos salas de viajeros (primer y segundo piso) no disponen de portaequipajes en la zona superior lo que es un impedimento para ser utilizado por muchos viajeros en un viaje con un recorrido de más de hora y media de duración. Las motrices sí tienen portaquipajes superior en una tercera sala, a media altura entre el primer y segundo piso.
El acceso a cada coche se realiza a través de dos puertas de tipo encajable-deslizante, de doble hoja y accionamiento electroneumático, con un paso libre de 1.300 mm en los coches motores y 1.800 mm en los remolques. 
Las ventanillas son fijas, de vidrio doble, tintadas y están dispuestas en forma de banda continua.

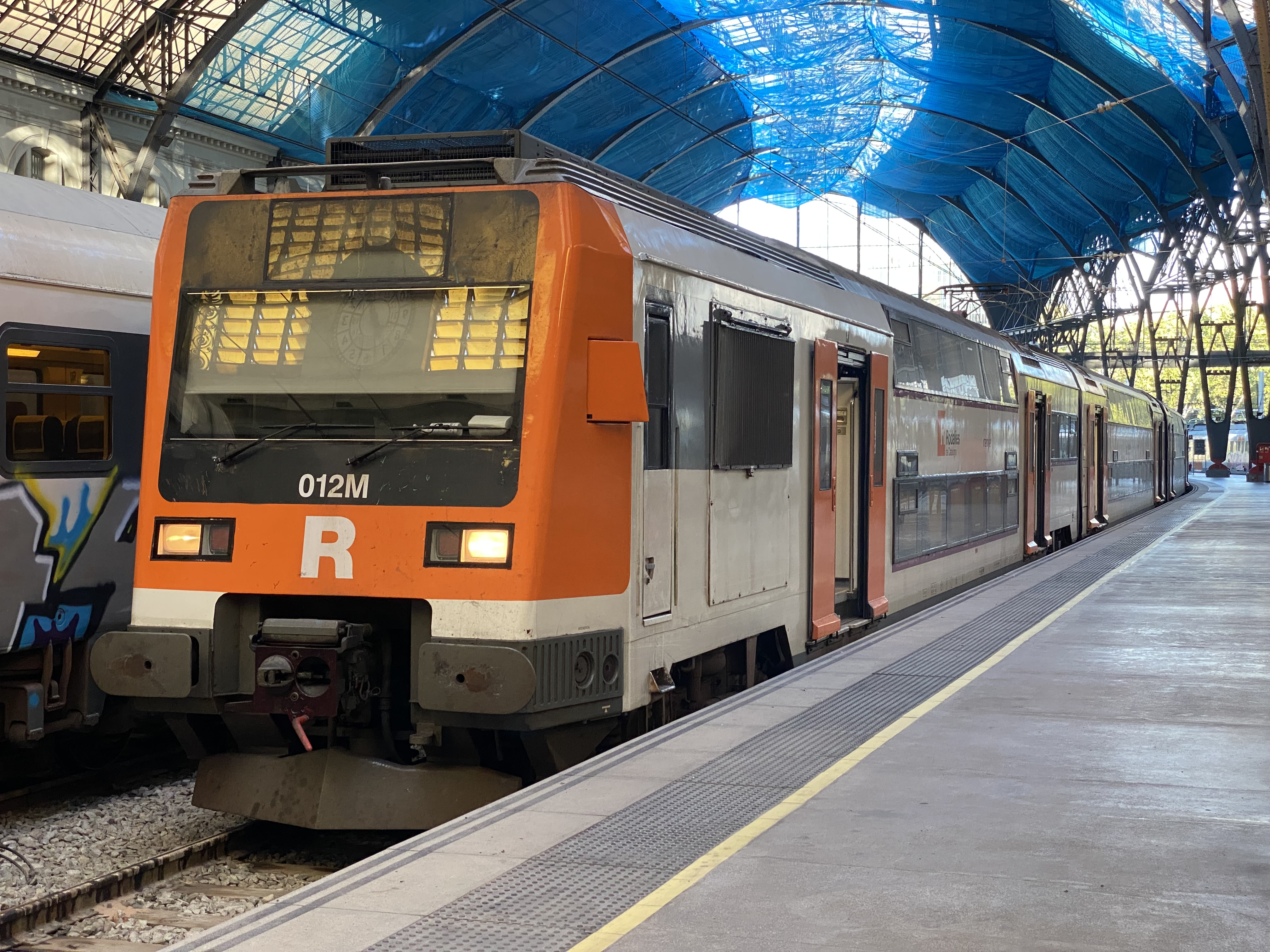
Automotor 451 estacionado en Barcelona-Estación de Francia

## Componentes principales

### Cajas
Las cajas son de estructura enteramente metálica, autoportante y están construidas en acero al cobre.
Fueron realizadas a partir de perfiles laminados o plegados en frío, de grandes dimensiones y pequeños espesores. Esto permite una reducción del peso frente a las técnicas anteriormente utilizadas.

### Bogies

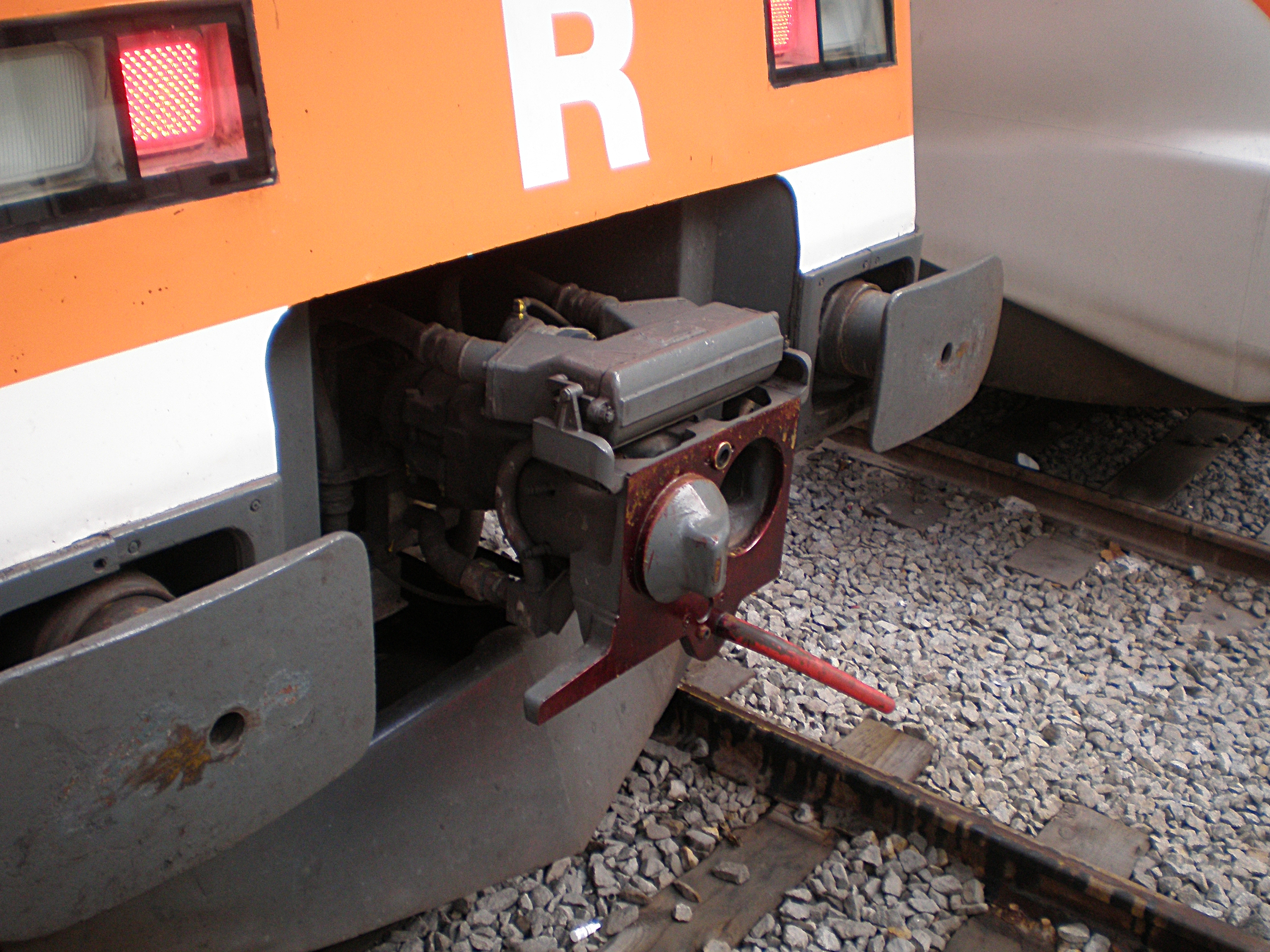
Acople Scharfenberg y topes.

Cada coche cuenta con dos bogies de dos ejes. Están dotados de suspensión primaria por muelles helicoidales y suspensión secundaria neumática por balona. Ambas poseen amortiguadores verticales y la secundaria también transversales y de antilazo.
Cada bogie motor lleva dos motores de tracción asíncronos trifásicos totalmente suspendidos y refrigerados por medio de ventilación forzada. 
Cada motor tiene una potencia continua de 367 kW, velocidad nominal de 1.470 rpm, velocidad máxima de 3.242 rpm, rendimiento 0,93 y pesa 1.500 kg.
Los bogies están diseñados para poder adaptarse al ancho internacional de manera relativamente fácil, reemplazando los ejes y modificando la posición de los soportes de los bloques de freno y las barras antibalanceo.

### Sistemas de freno
Las unidades poseen los siguientes sistemas de freno:
- Freno eléctrico de recuperación y reostático.
- Freno neumático
- Freno de estacionamiento, accionado por muelle acumulador y de aflojamiento neumático.

El freno de servicio es combinación del eléctrico y neumático (blending) y recupera energía en la medida en la que la catenaria lo admita, disipando así, el resto en forma de calor gracias a las resistencias situadas en el techo de la unidad.

### Equipo eléctrico

#### Potencia
Se encuentra instalado en cada uno los coches motores y consta de un sistema de captación de corriente por pantógrafo (1 por coche motor) a 3.000 V, un disyuntor extrarrápido, un filtro de entrada, una reactancia de alisado y dos bloques motores, enfriamiento líquido, y cuatro motores de tracción. No hay cable de alta tensión entre los dos coches motores de la unidad.

#### Servicios auxiliares
Está compuesto por un convertidor estático de 3.000 Vcc/ 380 Vca, de 120 KVa (coches motores) y 95 KVa (coches remolques) y una batería en cada coche que alimenta los circuitos en baja tensión de alumbrado de socorro.
Existe la posibilidad de realizar funciones de socorro-nodriza por fallo del convertidor estático de un coche, socorriéndolo automáticamente desde el coche adjunto, funcionando ambos al 50%.

### Equipo de producción de aire
El compresor principal de producción de aire de la motriz se encuentra instalado bajo el bastidor. Tiene un caudal de 2.000 l/min girando a 2900 rpm. Está dotado de elementos de control de temperatura del aceite, nivel de aceite, nivel de presión mínima y válvula de seguridad.

### Climatización
Las unidades de climatización se encuentran sobre las plataformas de acceso y distribuyen aire frío o caliente a los departamentos de viajeros. Las cabinas de los coches motores tienen equipos independientes.

## Otros equipos
Las unidades cuentan con teleindicadores de información a viajeros, señalización luminosa y acústica del cierre de puertas, megafonía y sistema de intercomunicación entre maquinista y viajeros. 

### Central de seguridad
Permite el registro de velocidad, espacio, tiempo, y demás parámetros relacionados con el funcionamiento del tren y la seguridad de la marcha. Crea los niveles de velocidad para que puedan ser utilizados por otros sistemas. Se incluye también la protección de la marcha mediante hombre muerto.

### Central de información
Informa al maquinista de las incidencias y averías que tienen lugar durante el servicio y de cómo debe responder. Registra las averías en servicio de toda la composición.